# 夏燕月
夏燕月（1942年—），女，汉族，上海人，中华人民共和国历史学家，中国共产党党员，曾任中国革命博物馆馆长、中国国家博物馆顾问，中国现代史学会执行会长、常务副会长，第十、十一届全国政协委员。

## 生平
2008年，当选第十一届全国政协委员，代表文化艺术界，分入第二十七组。并担任文史和学习委员会专委。